# Alessandro nell’Indie (Metastasio)
Alessandro nell’Indie ist ein Opern-Libretto, ein Dramma per musica in drei Akten von Pietro Metastasio. Es wurde von zahlreichen Komponisten vertont. Die erste Vertonung durch Leonardo Vinci wurde am 2. Januar 1730 in Rom uraufgeführt.
Eine deutsche Übersetzung des Librettos von Johann Anton Koch erschien 1771 unter dem Namen Alexander in Indien im dritten Band seiner unvollendet gebliebenen Gesamtausgabe Des Herrn Abt Peter Metastasio Kayserl. Königl. Hofpoetens Dramatische Gedichte. Die Übersetzung einer anderen Libretto-Fassung veröffentlichte er 1776 unter dem Namen Alexander, abgeändert im achten Band.

## Handlung
Das Libretto handelt vom Indienfeldzug des hier Alessandro genannten makedonischen Königs Alexander der Große und dessen Eroberung des Fürstentums der Paurava unter König Poros im Jahr 326 v. Chr. durch die Schlacht am Hydaspes. Nach seinem Sieg versöhnten sich beide Könige, und Alexander beließ Poros in seiner Regierung.

„Alexander der Große hatte den König Porus, der über einen Theil von Indien herrschte, in verschiedenen Feldschlachten überwunden und zuletzt gefangen genommen, war aber edelmüthig genug, ihm die Freyheit und seine Länder wiederzugeben. Diese Grosmuth des macedonischen Helden macht den Hauptstoff des gegenwärtigen Singespiels aus. Zu Nebenhandlungen sind die Kunstgriffe der Cleofide benutzt, die, als Königin eines andern Theils von Indien, den Porus liebte, aber zu gleicher Zeit auch den Alexander so einzunehmen wußte, daß dieser Sie im ruhigen Besitz ihrer Krone und ihrer Länder ließ.
Die Handlung fängt von der zweyten Niederlage des Porus an.
Der Schauplatz ist an den Ufern des Flusses Hydaspes, an dessen einer Seite man das Feldlager Alexanders, auf der andern die Residenz der Cleofide wahrnimmt.“

Die folgende Inhaltsangabe basiert auf dem Libretto der Vertonung von Carl Heinrich Graun.

### Erster Akt
Das nach der Niederlage Poros verheerte Feldlager der Inder
Zum Schluss der Ouvertüre sind kriegerische Musik und Waffenlärm zu hören. Während sich der Vorhang öffnet, sieht man die indischen Soldaten vor den Truppen Alessandros fliehen. Der indische König Poro bemüht sich, die Fliehenden aufzuhalten. Da ihm dies nicht gelingt, versucht er, sich selbst zu töten. Er wird jedoch von seinem Feldherrn Gandarte daran gehindert, der ihn an seine Geliebte Cleofide, der Königin eines anderen Teils von Indien, erinnert. Poro glaubt allerdings, dass sie inzwischen ein Verhältnis mit Alessandro eingegangen ist. Um seinen König zu schützen, bietet Gandarte einen Kleidertausch an, und fortan treten Poro unter dem Namen Asbite und Gandarte als Poro auf. (Arie Gandarte: „È prezzo leggiero“.) Wenig später wird Asbite/Poro von Alessandros Feldherrn Timagene nach einem kurzen Kampf festgenommen. Alessandro kommt hinzu und befiehlt, kein unnötiges Blut zu vergießen. Timagene geht, um den Befehl an die Soldaten weiterzugeben. Nachdem sich Asbite/Poro Alessandro als Freund Poros vorgestellt hat, lässt Alessandro ihn frei und gibt ihm dem Auftrag, Poro mitzuteilen, dass er sich lediglich unterwerfen müsse, damit wieder Frieden einkehre. Außerdem übergibt er ihm seinen eigenen Degen als Geschenk. Poro nimmt diesen an, schwört Alessandro aber, ihn gegen ihn selbst einzusetzen. (Arie Poro: „Vedrai con tuo periglio“.) Er entfernt sich.
Timagene kommt mit der gefesselten Erissena, Poros Schwester, die ihm von zwei Indern übergeben wurde. Alessandro ist entsetzt über diese Tat. Er befiehlt, die beiden Verräter zu fesseln und an Poro auszuliefern. Erissena lässt er trotz Timagenes gegenteiligem Rat sofort wieder frei. (Arie Alessandro: „Vil trofeo d’un Alma imbelle“.) Nachdem Alessandro gegangen ist, teilt Erissena Timagene mit, wie beeindruckt sie von Alessandro ist. Timagene, der selbst ein Auge auf Erissena geworfen hat, wird eifersüchtig. (Arie Erissena: „Chi vive amante, sai, ehe delira“.)
Ein mit schattigen Bäumen umgebener Platz
Poro berichtet Cleofide, die er für Alessandros Geliebte hält, sarkastisch von Alessandros Sieg. Nun stehe ihrem Verhältnis nichts mehr im Wege. Cleofide jedoch versichert ihm ihre fortgesetzte Liebe und bittet ihn, ihr zu vertrauen. Er glaubt ihr und schwört, nie wieder eifersüchtig zu werden. (Arie Poro: „Se mai più farò geloso“.) Als Cleofide jedoch die gerade angekommene Erissena fragt, ob Alessandro von ihr gesprochen habe, regt sich seine Eifersucht sofort wieder. Cleofide macht sich auf den Weg in Alessandros Lager. (Arie Cleofide: „Se mai turbo il tuo riposo“.) Obwohl Erissena Poro rät, Cleofide zu vertrauen, will er ihr folgen. Gandarte kommt hinzu. Er hat bemerkt, dass Timagene ein Feind Alessandros ist und hat daher noch Hoffnung auf einen Sieg. Auch er rät Poro davon ab, Cleofide zu folgen. Poro geht dennoch. Als Erissena Gandarte von Alessandro vorschwärmt, weist dieser sie darauf hin, dass Poro sie bereits ihm (Gandarte) versprochen habe. (Arie Erissena: „Compagni nell’ amore“.)
Großes offenes Zelt mit zwei Stühlen mit Blick auf das Lager Alessandros und auf der anderen Seite des Hydaspes die Residenz Cleofides
Cleofide überquert mit einigen Indern zu Schiff den Hydaspes, um Alessandro Gaben als Geschenk oder Tribut zu überbringen. Alessandro weist diese zurück, da er von Freunden keine Geschenke annehme und von Vasallen lediglich Treue fordere. Timagene meldet die Ankunft Asbites/Poros, der im Beisein Cleofides mit ihm sprechen wolle. Asbite/Poro erklärt, dass Poro sich noch nicht für überwunden halte und das Friedensangebot ablehne. Cleofide versucht, Alessandro zu besänftigen und lädt ihn in ihre Residenz ein, um dort Poros wahre Absichten zu erfahren. Asbite habe Poro falsch verstanden. Asbite versichert jedoch, Poros Absichten besser zu kennen und warnt Alessandro vor Cleofide, die Poro einst geliebt habe und ihm nun untreu geworden sei. Um Poro für seine erneute Eifersucht zu strafen, erklärt Cleofide nun Alessandro ihre Liebe. Alessandro verspricht ihr seine Freundschaft, nicht aber sein Herz. (Arie Alessandro: „Se amore a questo petto“.) Er geht. Poro versöhnt sich mit Cleofide. (Duett Cleofide/Poro: „Se mai turbo il tuo riposo“ / „Se mai più farò geloso“.)

### Zweiter Akt
Kabinett in Cleofides Palast
Poro und Gandarte planen einen Hinterhalt an der Brücke über den Hydaspes. Sie rechnen dabei mit der Unterstützung Timagenes. Als Erissena die Ankunft Alessandros meldet, denkt Poro erneut an Cleofides vermeintliche Untreue. Gandarte rät ihm, sie zu vergessen, und entfernt sich. (Arie Gandarte: „Quando tu miri un fior“.) Obwohl Erissena Alessandro gerne wiedersehen würde, schickt Poro sie fort. Er nimmt sich vor, Cleofide aus dem Weg zu gehen, und freut sich auf seinen bevorstehenden Sieg über Alessandro.
Weite Landschaft mit dem Hydaspes, über den eine Brücke führt; auf dem jenseitigen Ufer des Flusses das Lager der Griechen
Begleitet von kriegerischer Musik ziehen Alessandro und Timagene mit einem Teil des Heeres über die Brücke. Cleofide kommt ihm mit ihrem Gefolge entgegen und begrüßt ihn freundschaftlich. Die Begrüßung wird jedoch durch Waffenlärm unterbrochen, als Poro mit seinen Truppen angreift. Alessandro und Timagene eilen zur Brücke.
Der Angriff wurde von Alessandro zurückgeschlagen. Cleofide hält den fliehenden Poro auf und fleht ihn an, sie nicht zu verlassen. Aber erst als sie droht, sich in den Fluss zu stürzen und ihm schließlich die Ehe verspricht, gibt er nach. (Duett Cleofide/Poro: „Sommi Dei se giusti siete“.) Da nahen sich Alessandro von der einen und Timagene von der anderen Seite. In seiner Not zieht Poro seinen Dolch, um sie und sich selbst zu töten. Alessandro entreißt ihm diesen jedoch. Zu seiner Rechtfertigung will ihm Asbite/Poro seine wahre Identität offenbaren. Er wird jedoch durch die Ankunft Timagenes unterbrochen. Timagene berichtet, dass die Soldaten Cleofide für den Hinterhalt verantwortlich machen und ihr Blut fordern. Da Asbite/Poro jedoch die Schuld auf sich nimmt, lässt Alessandro ihn festnehmen und übergibt ihn Timagene. Cleofide bittet Alessandro vergeblich um seine Freilassung. (Arie Alessandro: „D’un barbaro scortese“.) Alessandro geht. Timagene schickt Cleofide zu ihrem Palast, und Cleofide bittet ihn, Poro auszurichten, dass er standhaft bleiben solle. (Arie Cleofide: „Digli ch’io son fedele“.)
Timagene übergibt Asbite (Poro) einen Brief, in dem er ihm versichert, dass er keine Schuld am Scheitern des Überfalls habe. (Arie Poro: „Destrier che all’ armi usato“.) Poro geht. Timagene hofft, dass seine Intrigen gegen Alessandro irgendwann Erfolg haben werden. (Arie Timagene: „È ver che all’ amo intorno“.)
Zimmer im Palast Cleofides
Cleofide erzählt Gandarte, dass Poro vorhatte, sie aus Liebe zu töten. Alessandro kommt hinzu, und Gandarte versteckt sich. Alessandro teilt Cleofide mit, dass es ihm nicht gelungen sei, den Zorn seiner Soldaten auf sie zu mäßigen. Cleofide ist bereit, als Märtyrerin zu sterben. Um sie zu retten, bietet ihr Alessandro an, sie zu heiraten. Da Cleofide dies nicht möchte, kommt der immer noch als Poro verkleidete Gandarte aus seinem Versteck und bietet sich selbst als Opfer an, um Cleofide zu retten. Alessandro ist so beeindruckt von diesem Edelmut, dass er ihm Cleofide übergibt und verspricht, auch Asbite freizulassen. (Arie Alessandro: „S’è ver, che t’accendi“.) Er geht. Erissena kommt und berichtet, dass Poro sich in den Hydaspes gestürzt habe und tot sei. Sie habe es soeben von Timagene erfahren. Erissena rät der verzweifelten Cleofide zur Flucht. (Arie Cleofide: „Il Regno il Consorte“.)

### Dritter Akt
Überdachter Säulengang am Schlossgarten
Erissena begegnet dem für tot gehaltenen Poro. Die Todesnachricht war lediglich von Timagene verbreitet worden, um ihn zu schützen, nachdem er ihn freigelassen hatte. Poro plant nun, Alessandro im Garten einen Hinterhalt zu legen, um ihn zu töten. Timagene soll ihn dorthin locken. Zum Beweis, dass Timagene auf ihrer Seite ist, gibt er ihr dessen Brief. Nachdem Poro gegangen ist, kommt Cleofide und klagt über ihre Sorgen. Auch Alessandro kommt hinzu. Er versucht, Cleofide zur Flucht zu überreden. Sie möchte nun jedoch lieber sein Heiratsangebot annehmen. Alessandro bittet sie, ihn am Tempel zu erwarten, und geht. Erissena ist erstaunt, dass Cleofide sich so schnell beruhigt hat. Cleofide aber antwortet, dass sie dem Augenschein nicht so schnell glauben solle. (Arie Cleofide: „Se troppo crede al ciglio“.) Cleofide geht.
Alessandro kommt mit zwei Wachen zurück und berichtet Erissena, dass Timagene einen geplanten Anschlag aufgedeckt habe. Erissena glaubt, dass Timagene sie verraten habe und übergibt Alessandro Timagenes Brief als Beweis ihrer eigenen Unschuld. Alessandro hatte eigentlich den Widerstand seines Heeres gegen seinen Hochzeitsplan im Sinn, aber Timagenes Verrat ist nun aufgedeckt. Alessandro schickt Erissena fort, um nachdenken zu können.
Alessandro fragt Timagene, wie er sich verhalten würde, wenn er von einem Freund verraten würde. Als Timagene antwortet, dass Nachsicht in diesem Fall fehl am Platze sei, zeigt Alessandro ihm den verräterischen Brief. Timagene fleht um Gnade. Alessandro ist bereit, ihm zu verzeihen, wenn er in Zukunft treu sei. (Arie Alessandro: „Serbati a grandi imprese“.) Er geht.
Asbite (Poro) kommt, um mit Timagene über den neuen Hinterhalt zu sprechen. Timagene möchte nun jedoch nichts mehr damit zu tun haben. (Arie Timagene: „Finchè rimango in vita“.) Er geht, und Gandarte und Erissena kommen zu Poro. Erissena berichtet ihm von der bevorstehenden Hochzeit Cleofides mit Alessandro. (Arie Poro: „Dov’è? s’affretti“.) Poro geht. Erissena bittet Gandarte, Poro beizustehen. (Arie Gandarte: „Mio ben ricordati“.) Erissena ist besorgt. (Arie Erissena: „Son confusa pastorella“.)
Dem Bacchus geweihter Tempel; in dessen Mitte ein Scheiterhaufen, der in Brand gesteckt wird
Alessandro und Cleofide treten mit ihrem Gefolge auf. Vor ihnen schreiten einige Bacchanten und Tempelpriester mit brennenden Fackeln. Poro beobachtet die Szene aus der Ferne. Als Alessandro Cleofide die Hand reicht, erklärt sie, dass dies die Stunde ihres Todes, nicht ihrer Hochzeit sei. Der Landessitte gemäß müsse eine Witwe ihrem Mann in den Tod folgen. Sie will zum brennenden Scheiterhaufen eilen, wird jedoch von Alessandro zurückgehalten. Timagene bringt Gandarte, den er immer noch für Poro hält, als Gefangenen herbei. Cleofide unternimmt einen weiteren Versuch, zum Scheiterhaufen zu gelangen. Poro kann dies nicht mit ansehen. Er tritt hervor, gibt sich zu erkennen und bittet sie um Verzeihung. Er ist bereit, jede Strafe Alessandros auf sich zu nehmen. Alessandro jedoch vergibt allen und schenkt Poro sein Reich, seine Gemahlin und die Freiheit. Poro belohnt im Gegenzug die Standhaftigkeit Gandartes mit der Hand seiner Schwester Erissena, und Alessandro übergibt diesem als Geschenk das zuvor eroberte Land jenseits des Ganges. Der Chor beendet die Oper mit einem Lobpreis auf den Ruhm Alessandros. (Chor: „Serva ad Eroe sì grande“.)

## Geschichte
Die Geschichte von der Begegnung Alexanders des Großen mit dem indischen König Poros und der Schlacht am Hydaspes ist in mehreren historischen Quellen überliefert. Dazu zählen insbesondere das fünfte Buch der Anabasis des Alexanderhistorikers Arrian, Justins Auszug des zwölften Buchs von Pompeius Trogus’ Historiae Philippicae sowie das Kapitel Alexander – Caesar aus den Vitae parallelae („Parallele Lebensbeschreibungen“) des Plutarch.
Neben diesen historischen Vorlagen konnte Metastasio auch auf einige neuere Quellen zurückgreifen. Dazu gehören das 1648 erschienene Schauspiel Porus ou La générosité d’Alexandre von Claude Boyer sowie Jean Racines Tragikomödie Alexandre le grand von 1665. In beiden Fällen wird wie bei Metastasio die eigentliche Handlung durch Liebesverwirrungen überlagert. Noch mehr Ähnlichkeiten gibt es mit Domenico Davids L’amante eroe  von 1691, welches mit Musik von Marc’Antonio Ziani in Venedig aufgeführt wurde. David hatte bereits die Vorlage zu Metastasios erstem Libretto Siface re di Numidia von 1723 geliefert.
Alessandro nell’Indie erwies sich nach Artaserse als Metastasios beliebtestes Werk. Diese beiden Opern haben auch gemeinsam, dass ihre Uraufführungen in Vertonungen von Leonardo Vinci während der Karnevalsaison in Rom erfolgten. Wichtige Vertonungen stammen von Johann Adolph Hasse (unter dem Namen Cleofide 1731 in Dresden aufgeführt), Luigi Gatti (Mailand 1768) und Giovanni Pacini (Neapel 1824). Georg Friedrich Händels 1731 in London als Poro herausgekommene Fassung wurde besonders bewundert. Hier sang der Kastrat Senesino die Hauptrolle. Sie wurde anschließend mindestens 27 Mal an der Hamburger Gänsemarkt-Oper unter dem Titel Triumph der Grossmuth und Treue, oder CLEOFIDA, Königin von Indien mit einer deutschen Übersetzung der Rezitative von Christoph Gottlieb Wend aufgeführt. Für den mit ihm befreundeten Kastratensänger Farinelli (Carlo Broschi) schuf Metastasio 1753 eine gekürzte Neufassung des Librettos.
Das Libretto bietet ein typisches Beispiel für die Rollenhierarchie in einer Oper um 1730. An der Spitze steht der Herrscher, hier der Eroberer Alessandro. Diesem entgegengestellt wird das erste Liebespaar Cleofide und Poro. Ein zweites Liebespaar – Erissena und Gandarte – sowie der Verräter Timagene sind diesen Figuren nachgeordnet. Jede Person verkörpert eine andere typische Charaktereigenschaft. Der großmütige Alessandro ist dem verrätischen Timagene entgegengestellt, und auch die Paare ergänzen sich durch ihre widersprüchlichen Haupteigenschaften: der eifersüchtige Poro verbindet sich mit der treuen Cleofide, der zuverlässige Gandarte mit der koketten Erissena.

## Vertonungen
Folgende Komponisten legten dieses Libretto einer Oper zugrunde:
| Komponist                                        | Uraufführung                                              | Aufführungsort     | Anmerkungen |  |
| ------------------------------------------------ | --------------------------------------------------------- | ------------------ | --- |  |
| Leonardo Vinci                                   | 2. Januar 1730, Teatro delle Dame                         | Rom                | auch Karneval 1731 im Teatro San Sebastiano in Livorno (Pasticcio); Karneval 1732 im Teatro Moderno in Reggio nell’Emilia; am 29. Januar 1732 im Teatro Cocomero in Florenz (Pasticcio); Karneval 1733 im Teatro dell’Accademia degli Erranti in Brescia; überarbeitet Karneval 1734 im Teatro Pascolini in Urbino; überarbeitet Karneval 1735 im Hoftheater in München (mit Musik von Johann Adolph Hasse und vermutlich Giovanni Battista Ferrandini); überarbeitet Karneval 1736 im Teatro Ducale in Parma; 1740 im Teatro in Lucca |  |
| Luca Antonio Predieri                            | Karneval 1731, Teatro Regio Ducale                        | Mailand            | |  |
| Nicola Antonio Porpora                           | Karneval 1731, Teatro Regio                               | Turin              | als Poro; es sangen Carlo Broschi gen. Farinelli, Faustina Bordoni, Anna Girò, Angelo Amorevoli und der Bass Montagnana |  |
| Georg Friedrich Händel → Poro                    | 2. Februar 1731, King’s Theatre am Haymarket              | London             | als Poro, re dell’Indie mit englischer Übersetzung von Humphreys; 1732 in Hamburg als Triumph der Grossmuth und Treue, oder CLEOFIDA, Königin von Indien mit einer deutschen Übersetzung der Rezitative von Christoph Gottlieb Wend und Rezitativen von Georg Philipp Telemann; zur Sommermesse 1732 im Hoftheater in Braunschweig als Poro ed Alessandro; überarbeitet mit Musik von Giovanni Alberto Ristori und Leonardo Vinci am 8. Dezember 1736 im Covent Garden in London                                                       |  |
| Johann Adolph Hasse                              | 13. September 1731, Hoftheater                            | Dresden            | Libretto bearbeitet von Michelangelo Boccardi als Cleophis oder Cleofide; mehrfach überarbeitet; auch unter dem Originaltitel Alessandro nell’Indie gespielt; 1737 in Ferrara in einer Bearbeitung von Antonio Vivaldi; weitere Aufführungen bis 1777 in Venedig, Neapel, Graz, Venedig, Klagenfurt, Verona, Bratislava, Florenz, Lucca und Berlin |  |
| Francesco Mancini                                | Karneval 1732, Teatro San Bartolomeo                      | Neapel             | |  |
| Giovanni Battista Pescetti                       | 30. Januar 1732, Teatro Sant’Angelo                       | Venedig            | |  |
| Antonio Bioni                                    | Karneval 1733, Theater im Ballhaus                        | Breslau            | |  |
| Gaetano Maria Schiassi                           | 20. Februar 1734, Teatro Formagliari                      | Bologna            | auch 1736 an der Academia da Trindade in Lissabon |  |
| Matteo Lucchini                                  | Herbst 1734, Nuovo Teatro della Città Piccola             | Prag               | |  |
| Egidio Duni                                      | Karneval 1736, Teatro Pubblico                            | Prato              | Autorschaft Dunis zweifelhaft |  |
| Domenico Sarro                                   | 4. November 1736, Teatro San Bartolomeo                   | Neapel             | mit Prolog La Pubblica Fedeltà, la Gloria dei Principi, la Vittoria, la Buona Fama (Komponist nicht sicher belegt); auch Karneval 1743 im Teatro San Carlo in Neapel |  |
| Baldassare Galuppi                               | Karneval 1738, Teatro Regio Ducale Nuovo                  | Mantua             | erste Fassung; auch 1752 in Stuttgart und 1755 in München |  |
| Francesco Corselli                               | 9. Mai 1738, Real Teatro del Buen Retiro                  | Madrid             | zur Hochzeit Karls IV. von Neapel mit Maria Amalia von Sachsen |  |
| anonym                                           | 1739, Teatro di Piazza                                    | Vicenza            | weitere Aufführungen anonymer Vertonungen oder Pasticci 1741 in Erlangen; Sommer 1741 im Neuen Theater in Bratislava; am 28. Januar 1748 im Teatro Cocomero in Florenz; Herbst 1750 im Teatro Pubblico in Sassuolo; am 14. April 1752 im Teatro Cocomero in Florenz; am 13. Oktober 1761 im King’s Theatre am Haymarket in London; am 21. Mai 1786 im Teatro degli Intrepidi in Florenz |  |
| Annibale Pio Fabbri                              | Januar 1740, Teatro Condes                                | Lissabon           | |  |
| Giuseppe Ferdinando Brivio                       | Karneval 1742, Teatro Regio Ducale                        | Mailand            | |  |
| Francesco Antonio Uttini                         | 1743                                                      | Genua              | |  |
| Niccolò Jommelli                                 | 26. Dezember 1743, Teatro Bonacossi                       | Ferrara            | erste Fassung |  |
| Davide Perez                                     | Karneval 1744, Teatro Falcone                             | Genua              | erste Fassung; am 4. November 1749 im Teatro San Carlo in Neapel; am 23. Januar 1752 im Teatro Regio Ducale in Mailand |  |
| Carl Heinrich Graun                              | 21. Dezember 1744, Königliche Hofoper                     | Berlin             | als Alessandro e Poro; GraunWV B:I:10; 1784 erneut aufgeführt |  |
| Christoph Willibald Gluck                        | 26. Dezember 1744, Teatro Regio                           | Turin              | als Poro; nur die Sinfonia, vier Arien und ein Duett sind erhalten |  |
| Pietro Chiarini                                  | Karneval 1745, Teatro Filarmonico                         | Verona             | |  |
| Pietro Pellegrini                                | 1746, Novo Teatro                                         | Brescia            | |  |
| Girolamo Abos                                    | Juli und August 1747, Teatro La Fenice                    | Ancona             | auch im Herbst 1750 im Teatro in Lucca |  |
| Georg Christoph Wagenseil                        | 17. Juli 1748, Burgtheater                                | Wien               | nach Deutsch 1969 |  |
| Paolo Scalabrini                                 | 1749, Det Kongelige Teater                                | Kopenhagen         | |  |
| Giovanni Marco Rutini                            | Karneval 1750, Theater an der Kotzen                      | Prag               | |  |
| Giuseppe Scolari                                 | Karneval 1750, Teatro di Piazza                           | Vicenza            | auch am 23. Mai 1759 im Teatro Vendramin di San Salvatore in Venedig |  |
| Ignazio Fiorillo                                 | 1752, Hoftheater                                          | Braunschweig       | |  |
| Giacinto Calderara                               | 1752, Palazzo del marchese Solerio                        | Alessandria        | |  |
| Gaetano Latilla                                  | um den 26. Dezember 1752, Teatro San Cassiano             | Venedig            | enthält auch Musik anderer Komponisten |  |
| Giuseppe Scarlatti                               | 12. Mai 1753, Teatro Pubblico                             | Reggio nell’Emilia | |  |
| Giuseppe Santarelli                              | 1754                                                      | Terni              | |  |
| Johann Friedrich Agricola                        | Karneval 1754, Königliche Hofoper                         | Berlin             | als Cleofide |  |
| Baldassare Galuppi                               | 20. Januar 1754, Teatro San Carlo                         | Neapel             | zweite Fassung |  |
| Baldassare Galuppi                               | Karneval 1755                                             | Parma              | dritte Fassung; auch Himmelfahrt 1755 im Teatro San Samuele in Venedig; überarbeitet am 12. Oktober 1755 in München; weitere Aufführungen in den folgenden Jahren in Brescia, Lodi, Florenz, Vicenza und Padua. |  |
| Davide Perez                                     | 31. März 1755, Ópera do Tejo                              | Lissabon           | zweite Fassung, zur Eröffnung des Opernhauses; auch 1764 in Cádiz |  |
| Francesco Araja                                  | 18.–29. Dezember 1755, Eremitage-Theater                  | Sankt Petersburg   | auch 1759 in Oranienbaum |  |
| Niccolò Piccinni                                 | 21. Januar 1758, Teatro Argentina                         | Rom                | erste Fassung; auch im Sommer 1762 im Teatro di Santa Cecilia in Palermo |  |
| Ignaz Holzbauer                                  | Karneval 1759, Teatro Regio Ducale                        | Mailand            | |  |
| Niccolò Jommelli                                 | 11. Februar 1760, Herzogliches Theater                    | Stuttgart          | zweite Fassung; am 6. Juni 1776 überarbeitet von João Cordeiro da Silva in Lissabon |  |
| Daniel Dal Barba                                 | Karneval 1761, Teatro Filarmonico                         | Verona             | |  |
| Giuseppe Sarti                                   | Herbst 1761, Det Kongelige Teater                         | Kopenhagen         | erste Fassung; überarbeitet im Juni 1766 am Nuovo Teatro in Padua |  |
| Gioacchino Cocchi                                | 13. Oktober 1761, King’s Theatre am Haymarket             | London             | |  |
| Johann Christian Bach                            | 20. Januar 1762, Teatro San Carlo                         | Neapel             | auch Karneval 1778 im Teatro in Lodi |  |
| Tommaso Traetta                                  | 29. April 1762, Teatro Pubblico                           | Reggio nell’Emilia | |  |
| Giovan Gualberto Brunetti                        | Karneval 1763, Teatro Pubblico                            | Pisa               | |  |
| Antonio Sacchini                                 | Himmelfahrtsmesse 1763, Teatro San Salvatore              | Venedig            | erste Fassung; auch Karneval 1766 im Teatro Regio in Turin |  |
| Domenico Fischietti                              | Karneval 1764, Theater an der Kotzen                      | Prag               | |  |
| Gregorio Sciroli                                 | 31. Mai 1764, Teatro Comunale                             | Bologna            | auch Karneval 1774 in der Accademia degli Intronati in Siena |  |
| Gian Francesco de Majo                           | 5. November 1766, Hoftheater                              | Mannheim           | als Alessandro; Libretto bearbeitet von Mattia Verazi |  |
| Johann Gottlieb Naumann                          | nicht aufgeführt, komponiert für das Teatro San Benedetto | Venedig            | |  |
| Luigi Gatti                                      | 24. Juni 1768, Teatro Regio Ducale Vecchio                | Mantua             | |  |
| Antonio Sacchini                                 | Sommer 1768, Teatro San Carlo                             | Neapel             | zweite Fassung; auch Karneval 1771 im Teatro San Sebastiano in Livorno; Karneval 1773 im Teatro de’ Nobili in Perugia |  |
| Ferdinando Bertoni                               | Frühling 1769, Teatro Falcone                             | Genua              | auch am 26. Dezember 1770 im Teatro San Benedetto in Venedig |  |
| Jan Antonín Koželuh                              | Winter 1769, Königliches Theater                          | Prag               | |  |
| Pasquale Anfossi                                 | 7. Januar 1772, Teatro Argentina                          | Rom                | auch am 4. November 1772 im Teatro della Pergola in Florenz |  |
| Giovanni Paisiello                               | 26. Dezember 1773, Teatro di Corte                        | Modena             | |  |
| Niccolò Piccinni                                 | 12. Januar 1774, Teatro San Carlo                         | Neapel             | zweite Fassung; auch am 26. Dezember 1776 im Teatro della Pergola in Florenz; auch am 12. Januar 1792 im Teatro San Carlo in Neapel |  |
| Domenico Corri                                   | 3. Dezember 1774, King’s Theatre am Haymarket             | London             | Libretto bearbeitet von Giovan Gualberto Bottarelli |  |
| Carlo Ignazio Monza                              | 28. Januar 1775 Teatro Regio Ducale                       | Mailand            | auch 1776 in Alessandria |  |
| Giacomo Rust                                     | Himmelfahrt 1775, Teatro San Samuele                      | Venedig            | |  |
| Luigi Marescalchi                                | 27. Mai 1778, Teatro San Benedetto                        | Venedig            | |  |
| Michele Mortellari                               | 22. Juli 1778, Accademia degli Intronati                  | Siena              | auch im Herbst 1783 im Teatro Pubblico in Lucca |  |
| Melchiorre de Vincenti oder Giuseppe de Vincenti | Oktobermesse 1778, Teatro Civico                          | Alessandria        | |  |
| Antonio Calegari                                 | Karneval 1779, Teatro Filarmonico                         | Verona             | |  |
| Domenico Cimarosa                                | 11. Februar 1781, Teatro Argentina                        | Rom                | |  |
| Luigi Cherubini                                  | April 1784, Teatro Regio Ducale Nuovo                     | Mantua             | zwei Akte; auch Karneval 1786 im Teatro della Nobile Associazione in Cremona; Herbst 1788 im Teatro degli Armeni in Livorno |  |
| Vincenzo Chiavacci                               | 1785, Teatro Sant’Agostino                                | Genua              | |  |
| Francesco Bianchi                                | 28. Januar 1785, Teatro San Benedetto                     | Venedig            | weitere Aufführungen bis 1795 in Triest, Eszterháza, Verona, Bologna, Bergamo, Venedig und Udine |  |
| Luigi Caruso                                     | Karneval 1787, Teatro delle Dame                          | Rom                | auch Karneval 1791 im Teatro San Samuele in Venedig; 1796 im Teatro di San Giacomo in Korfu; am 24. Juni 1800 im Teatro San Carlo in Neapel |  |
| Giuseppe Sarti                                   | Winter 1787, Teatro di Santa Cecilia                      | Palermo            | zweite Fassung |  |
| Angelo Tarchi                                    | Karneval 1788, Teatro alla Scala                          | Mailand            | auch 1789 im King’s Theatre am Haymarket in London; Sommer 1791 überarbeitet von Carlo Francesco Badini als La generosità di Alessandro in Siena; Herbst 1791 in Livorno; weitere Fassung am 20. Januar 1798 im Teatro Regio in Turin; Januar 1802 im Teatro della Pergola in Florenz |  |
| Pietro Alessandro Guglielmi                      | 4. November 1789, Teatro San Carlo                        | Neapel             | |  |
| Francesco Gnecco                                 | 1800, Teatro degli Avvalorati                             | Livorno            | |  |
| Peter Ritter                                     | 26. Dezember 1811, Hof- und Nationaltheater               | Mannheim           | große heroische Oper in 2 Akten, Libretto frei bearbeitet von Georg Christian Römer als Alexander in Indien (Die Macedonier am Indus) |  |
| Giovanni Pacini                                  | 29. September 1824, Teatro San Carlo                      | Neapel             | Libretto bearbeitet von Giovanni Schmidt; auch am 26. Dezember 1826 im Teatro alla Scala in Mailand; 1827 im Teatro Carolino in Palermo; am 19. Januar 1828 im Teatro La Fenice in Venedig |  |

## Aufnahmen und Aufführungen in neuerer Zeit
- Johann Christian Bach:
  - 2000: Aufführung im Schlosstheater Sanssouci in Potsdam. Akademie für Alte Musik Berlin, Leitung: Andreas Spering. Sänger: John Bowen (Alessandro), Olga Pasichnyk (Cleofide), Johanna Stoijkovic (Erissena), Robert Crowe (Poro), Jan Kobow (Timagene), Oleg Ryabets (Gandarte). Ein Mitschnitt wurde unter anderem am 22. August 2000 auf BR 4 im Radio gesendet.[108]
- Baldassare Galuppi:
  - 2015: Aufführungen im Mainfranken Theater Würzburg. Inszenierung: François de Carpentries, Leitung: Enrico Calesso.[109]
- Georg Friedrich Händel:
  - 1956, 1957 und 1959: Aufführungen bei den Händel-Festspielen Halle, auch auf Schallplatte und CD erschienen. Händelfestspielorchester Halle, Leitung: Horst-Tanu Margraf. Sänger: Werner Enders (Alessandro), Gunther Leib (Poro), Hellmuth Kaphahn (Gandarte), Franz Stumpf (Timagene), Margarete Herzberg, Philine Fischer, Maria Vermes.[11]
  - 1994: Konzertante Aufführung im Salle Garnier in Monte Carlo, auch auf CD erschienen. Europa Galante, Leitung: Fabio Biondi. Sänger: Gloria Banditelli (Poro), Rossana Bertini (Cleofide), Bernarda Fink (Erissena), Gérard Lesne (Gandarte), Sandro Naglia (Alessandro), Roberto Abbondanza (Timagene).[11]
  - 2006: Aufführung im Deutschen Theater Göttingen, auch auf CD erschienen. Akademie für Alte Musik Berlin, Leitung: Konrad Junghänel. Sänger: Thomas Piffka (Alessandro), William Towers (Poro), Andrew Radley (Gandarte), Torben Jürgens (Timagene), Jutta Böhnert (Cleofide), Franziska Gottwald (Erissena).[11]
  - 2020: CD der deutschsprachigen Fassung Cleofida mit Rezitativen von Georg Philipp Telemann. Il Gusto Barocco, Leitung: Jörg Halubek. Sänger: Suzanne Jerosme (Cleofida), Florian Götz (Porus), Jorge Navarro Colorado (Alessandro), Johanna Pommranz (Erixena), Leandro Marziotte (Gandartes), Josep-Ramon Olivé (Timagenes). cpo 555 560-2 (3 CDs).[110]
  - Viele weitere Aufführungen[11]
- Johann Adolph Hasse:
  - 1986/1992: CD. Cappella Coloniensis, Rheinische Kantorei, Leitung: William Christie. Sänger: Derek Lee Ragin (Poro), Emma Kirkby (Cleofide), Agnès Mellon (Erissena), Randall K. Wong (Gandarte), Dominique Visse (Alessandro), David Cordier (Timagene).[13]
  - 1994: Konzertante Aufführung im Théâtre du Châtelet Paris, im Konzerthaus Wien und in Montreux. Les Arts Florissants, Leitung: William Christie. Sänger: Susan Bullock (Cleofide), Susan Bickley (Poro), Véronique Gens (Erissena), Jennifer Lane (Alessandro), Sandrine Piau (Gandarte), David Daniels (Timagene).[13]
  - 2005 bis 2009: Aufführungen der Sächsischen Staatsoper Dresden. Staatsopernchor und Staatskapelle Dresden, Leitung: Alessandro De Marchi.[13]
- Gian Francesco de Majo:
  - 2008: Aufführung im Nationaltheater Mannheim, auch auf CD erschienen. Nationaltheater-Orchester Mannheim, Leitung: Tito Ceccherini. Sänger: Lars Møller (Alessandro), Marie-Belle Sandis (Poro), Cornelia Ptassek (Cleofide), Katharina Göres (Gandarte), Gundula Schneider (Timagene), Iris Kupke (Erissena).[75]
- Giovanni Pacini:
  - 2007: CD. London Philharmonic Orchestra, Geoffrey Mitchell Choir, Leitung: David Parry. Sänger: Bruce Ford (Alessandro), Jennifer Larmore (Poro), Laura Claycomb (Cleofide), Dean Robinson (Timagene), Mark Wilde (Gandarte).[111]
- Leonardo Vinci:
  - 2022: Szenische Aufführung, uraufführungsgetreu in reiner Männerbesetzung im Markgräflichen Opernhaus im Rahmen des Festivals Bayreuth Baroque. {oh!} Orkiestra Residenzorchester, Leitung: Martyna Pastuszka. Sänger: Franco Fagioli (Poro), Bruno de Sá (Cleofide), Jake Arditti (Erissena), Stefan Sbonnik (Gandarte), Maayan Licht (Alessandro), Nicholas Tamagna (Timagene).[112]

## Digitalisate
1. ↑  Johann Anton Koch: Des Herrn Abt Peter Metastasio Kayserl. Königl. Hofpoetens Dramatische Gedichte, aus dem Italiänischen übersetzt. Dritter Band. Krauß, Frankfurt und Leipzig 1771 als Digitalisat beim Münchener Digitalisierungszentrum.
2. ↑  Johann Anton Koch: Des Herrn Abt Peter Metastasio Kayserl. Königl. Hofpoetens Dramatische Gedichte, aus dem Italiänischen übersetzt. Achter Band. Krauß, Frankfurt und Leipzig 1776 als Digitalisat beim Münchener Digitalisierungszentrum.
3. 1 2 3  Libretto (italienisch/deutsch) der Vertonung von Carl Heinrich Graun, Berlin 1784 als Digitalisat bei der Staatsbibliothek zu Berlin.
4. ↑  Libretto (italienisch) der Oper von Leonardo Vinci, Rom 1730 als Digitalisat im Internet Archive.
5. ↑  Partitur der Oper von Leonardo Vinci als Digitalisat beim International Music Score Library Project.
6. ↑  Libretto (italienisch) der Oper von Luca Antonio Predieri, Mailand 1731 als Digitalisat im Museo internazionale e biblioteca della musica di Bologna.
7. ↑  Libretto (italienisch/englisch) der Oper von Georg Friedrich Händel, London 1731 als Digitalisat im Internet Archive.
8. ↑  Libretto (italienisch/deutsch) der Oper von Georg Friedrich Händel, Braunschweig 1732 als Digitalisat beim Münchener Digitalisierungszentrum.
9. ↑  Libretto (deutsch) der Vertonung von Georg Friedrich Händel, Hamburg 1732 als Digitalisat bei der Staatsbibliothek zu Berlin.
10. ↑  Partitur der Vertonung von Georg Friedrich Händel, London 1731 als Digitalisat bei der Stiftung Händel-Haus.
11. ↑  Partitur der Vertonung von Georg Friedrich Händel, Ausgabe von Friedrich Chrysander, Leipzig 1880 als Digitalisat beim Münchener Digitalisierungszentrum.
12. ↑  Libretto (italienisch/französisch) der Vertonung von Johann Adolph Hasse, Dresden 1731 als Digitalisat beim Münchener Digitalisierungszentrum.
13. ↑  Libretto (italienisch/deutsch)  der Oper von Johann Adolf Hasse, Klagenfurt 1739. Digitalisat im Corago-Informationssystem der Universität Bologna.
14. ↑  Partitur der Vertonung von Johann Adolph Hasse als Digitalisat bei der Staats- und Universitätsbibliothek Dresden.
15. ↑  Libretto (italienisch) der Vertonung von Francesco Mancini, Neapel 1732 als Digitalisat beim Münchener Digitalisierungszentrum.
16. ↑  Libretto (italienisch) der Vertonung von Giovanni Battista Pescetti, Venedig 1732 als Digitalisat beim Münchener Digitalisierungszentrum.
17. ↑  Libretto (italienisch) der Oper von Gaetano Maria Schiassi, Bologna 1734 als Digitalisat im Museo internazionale e biblioteca della musica di Bologna.
18. ↑  Libretto (italienisch) der Oper von Baldassare Galuppi, Mantua 1738 als Digitalisat im Museo internazionale e biblioteca della musica di Bologna.
19. ↑  Libretto (italienisch/spanisch) der Oper von Francesco Corselli, Madrid 1738 als Digitalisat bei Google Books.
20. ↑  Libretto (italienisch)  der Oper von anonym, Vicenza 1739. Digitalisat im Corago-Informationssystem der Universität Bologna.
21. ↑  Libretto (italienisch/deutsch) der anonymen Oper, Erlangen 1741 als Digitalisat bei der Universitätsbibliothek Erlangen-Nürnberg.
22. ↑  Libretto (italienisch)  der Oper von anonym, Sassuolo 1750. Digitalisat im Corago-Informationssystem der Universität Bologna.
23. ↑  Libretto (italienisch)  der Oper von Giuseppe Ferdinando Brivio, Mailand 1742. Digitalisat im Corago-Informationssystem der Universität Bologna.
24. ↑  Libretto (italienisch) der Oper von Niccolò Jommelli, Ferrara 1744 als Digitalisat im Museo internazionale e biblioteca della musica di Bologna.
25. ↑  Libretto (italienisch) der Oper von Davide Perez, Mailand 1752 als Digitalisat im Internet Archive.
26. ↑  Partitur der Oper von Carl Heinrich Graun als Digitalisat beim International Music Score Library Project.
27. ↑  Libretto (italienisch)  der Oper von Pietro Pellegrini, Brescia 1746. Digitalisat im Corago-Informationssystem der Universität Bologna.
28. ↑  Libretto (italienisch) der Oper von Girolamo Abos, Ancona 1747 als Digitalisat im Museo internazionale e biblioteca della musica di Bologna.
29. ↑  Libretto (italienisch)  der Oper von Giuseppe Scolari, Venedig 1759. Digitalisat im Corago-Informationssystem der Universität Bologna.
30. ↑  Libretto (italienisch)  der Oper von Gaetano Latilla, Venedig 1753. Digitalisat im Corago-Informationssystem der Universität Bologna.
31. ↑  Libretto (italienisch)  der Oper von Giuseppe Scarlatti, Reggio 1753. Digitalisat im Corago-Informationssystem der Universität Bologna.
32. ↑  Libretto (italienisch) der Oper von Baldassare Galuppi, Parma 1755 als Digitalisat des Museo internazionale e biblioteca della musica di Bologna.
33. ↑  Libretto (italienisch)  der Oper von David Perez, Lissabon 1755. Digitalisat im Corago-Informationssystem der Universität Bologna.
34. ↑  Libretto (italienisch) der Vertonung von Francesco Araja, St. Petersburg 1755 als Digitalisat beim Göttinger Digitalisierungszentrum.
35. ↑  Libretto (italienisch)  der Oper von Ignaz Holzbauer, Mailand 1759. Digitalisat im Corago-Informationssystem der Universität Bologna.
36. ↑  Libretto (italienisch)  der Oper von Niccolò Jommelli, Lissabon 1776. Digitalisat im Corago-Informationssystem der Universität Bologna.
37. ↑  Libretto (italienisch)  der Oper von Tommaso Traetta, Reggio nell’Emilia 1762. Digitalisat im Corago-Informationssystem der Universität Bologna.
38. ↑  Libretto (italienisch)  der Oper von Antonio Sacchini, Venedig 1763. Digitalisat im Corago-Informationssystem der Universität Bologna.
39. ↑  Libretto (italienisch) der Oper von Gregorio Sciroli, Bologna 1764 als Digitalisat im Museo internazionale e biblioteca della musica di Bologna.
40. ↑  Libretto (italienisch)  der Oper von Ferdinando Bertoni, Venedig 1771. Digitalisat im Corago-Informationssystem der Universität Bologna.
41. ↑  Libretto (italienisch) der Oper von Pasquale Anfossi, Rom 1772 als Digitalisat der Library of Congress.
42. ↑  Libretto (italienisch)  der Oper von Niccolò Piccinni, Neapel 1774. Digitalisat im Corago-Informationssystem der Universität Bologna.
43. ↑  Libretto (italienisch)  der Oper von Carlo Monza, Mailand 1775. Digitalisat im Corago-Informationssystem der Universität Bologna.
44. ↑  Libretto (italienisch) der Oper von Giacomo Rust, Venedig 1775 als Digitalisat im Museo internazionale e biblioteca della musica di Bologna.
45. ↑  Libretto (italienisch)  der Oper von Luigi Cherubini, Cremona 1786. Digitalisat im Corago-Informationssystem der Universität Bologna.
46. ↑  Libretto (italienisch)  der Oper von Francesco Bianchi, Venedig 1785. Digitalisat im Corago-Informationssystem der Universität Bologna.
47. ↑  Libretto (italienisch) der Oper von Giuseppe Sarti, Palermo 1787 als Digitalisat im Museo internazionale e biblioteca della musica di Bologna.
48. ↑  Libretto (italienisch) der Vertonung von Angelo Tarchi, Turin 1798 als Digitalisat beim Münchener Digitalisierungszentrum.
49. ↑  Libretto (italienisch) der Oper von Pietro Alessandro Guglielmi, Neapel 1789 als Digitalisat im Museo internazionale e biblioteca della musica di Bologna.
50. ↑  Libretto (italienisch) der Oper von Giovanni Pacini, Neapel 1824 als Digitalisat im Museo internazionale e biblioteca della musica di Bologna.